# Фаза Земли

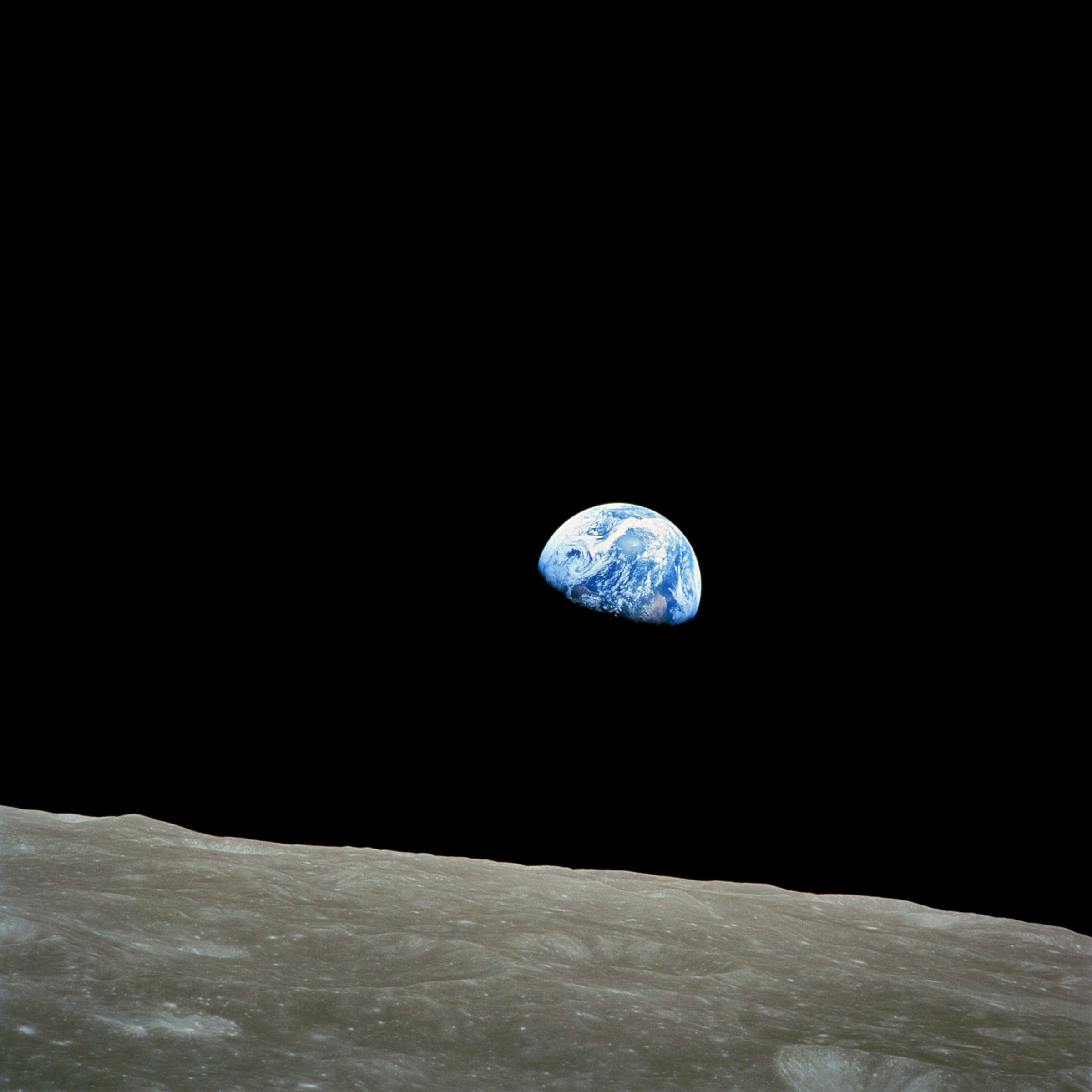
Частично освещённая поверхность Земли при наблюдении с Луны. Фотография «Аполлона-8».

Фаза Земли — форма освещённой части поверхности Земли при наблюдении с Луны (или с другого объекта). С Луны фазы Земли меняются постепенно и циклично с периодом, равным синодическому лунному месяцу (около 29,53 дней), с которым меняется расположение Земли и Луны на орбите вокруг Солнца.

## Обзор

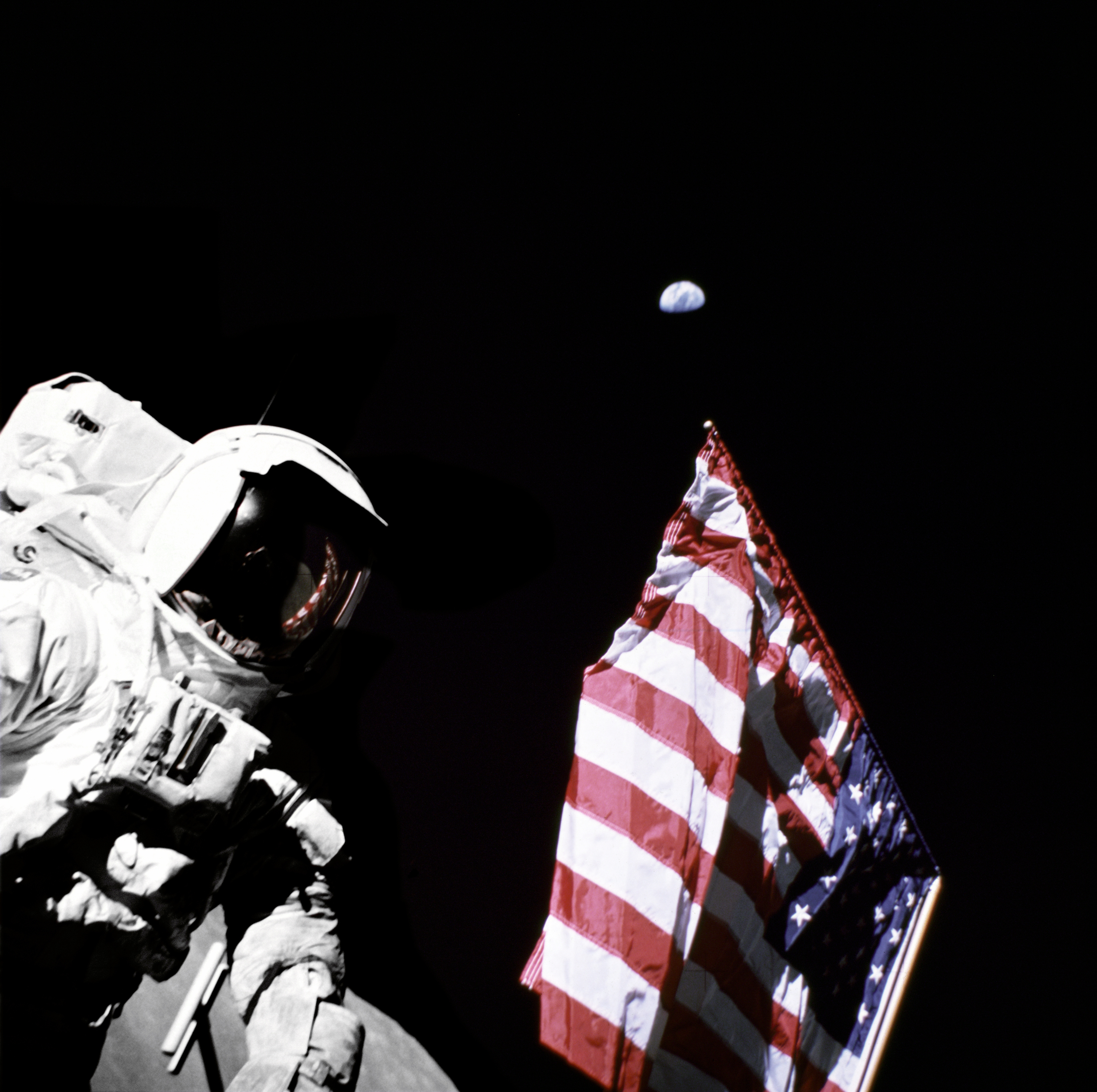
Астронавт НАСА Харрисон Шмитт, устанавливающий американский флаг. На заднем плане видна Земля в фазе четверти.

Среди наиболее ярких объектов на лунном небе является Земля. Угловой диаметр Земли (1,9°) в 4 раза больше углового диаметра Луны на земном небе. Но из-за эксцентричности лунной орбиты видимый размер Земли на небе Луны варьируется на 5 % (от 1,8° до 2,0° в диаметре). Земля так же бывает видна в разных фазах, как и Луна для земного наблюдателя. Фазы, однако, противоположные: когда земной наблюдатель видит полную Луну, на Луне Земля наблюдается неосвещённой (аналог новолуния), и наоборот. Альбедо Земли втрое выше по сравнению с альбедо Луны (вследствие наличия облачного покрова), что в сочетании с большим угловым размером даёт в 50 раз больше света от полной Земли, чем от полной Луны. Свет от Земли, отражённый неосвещённой лунной поверхностью, виден на Земле даже невооружённым глазом.
Вследствие синхронного вращения Луны одна из ее сторон всегда повёрнута к Земле, а другая большей частью недоступна для наблюдения с Земли. Это также означает, что Землю можно наблюдать лишь с одной стороны Луны.
Если бы вращение Луны было совершенно синхронным, Земля не совершала бы заметных движений на небе Луны. Однако из-за либраций Луны Земля описывает медленное и сложное колебательное движение. В течение месяца при наблюдении с Луны Земля описывает овал диаметром 18°. Точная форма и ориентация данного овала зависит от положения наблюдателя на Луне. В результате вблизи границы ближней и дальней стороны Луны Земля может находиться как над горизонтом, так и под ним.

## Затмения при наблюдении с Луны
Земля и Солнце на небе Луны иногда могут находиться рядом, что может вызывать затмения. На Земле при этом будет наблюдаться лунное затмение, при котором Луна проходит через тень Земли. На Луне при этом будет наблюдаться солнечное затмение, при котором Солнце пройдёт за Землёй. Поскольку видимый диаметр Земли в 4 раза больше видимого диаметра Солнца, то для лунного наблюдателя Солнце будет скрыто Землёй в течение нескольких часов. Атмосфера Земли при этом видна как красноватое кольцо. В ходе миссии «Аполлон-15» была сделана попытка использовать камеру лунного ровера для наблюдения такого затмения, но после возвращения астронавтов на Землю камера или её источник питания вышли из строя.
Земные солнечные затмения для наблюдателей на Луне не будут очень эффектно выглядеть, поскольку лунная тень проходит лишь по небольшой доле поверхности Земли. Размытое тёмное пятно будет слабо видно. Сопоставимый эффект оказывает тень от мячика для гольфа, падающая на объект на расстоянии 5 метров. В телескоп с Луны можно было бы различить и тень, и полутень.
Таким образом, если на Земле происходит затмение какого-либо типа, на Луне в этот момент также происходит затмение другого типа. Сами затмения происходят в тот момент, когда Солнце, Луна и Земля находятся на одной прямой линии, то есть в сизигии.

## Фазы Земли

Фазы Земли
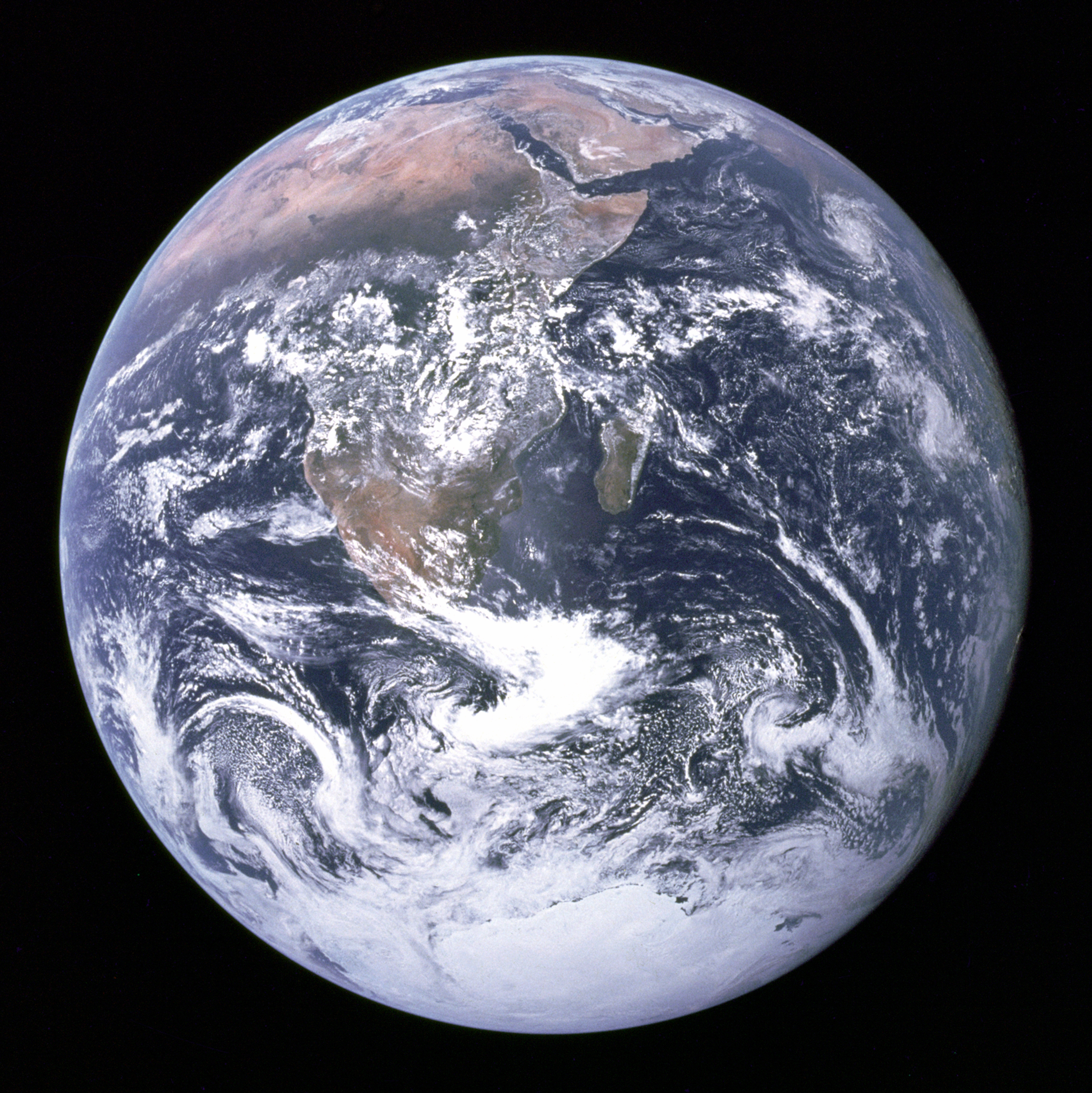
Полная фаза
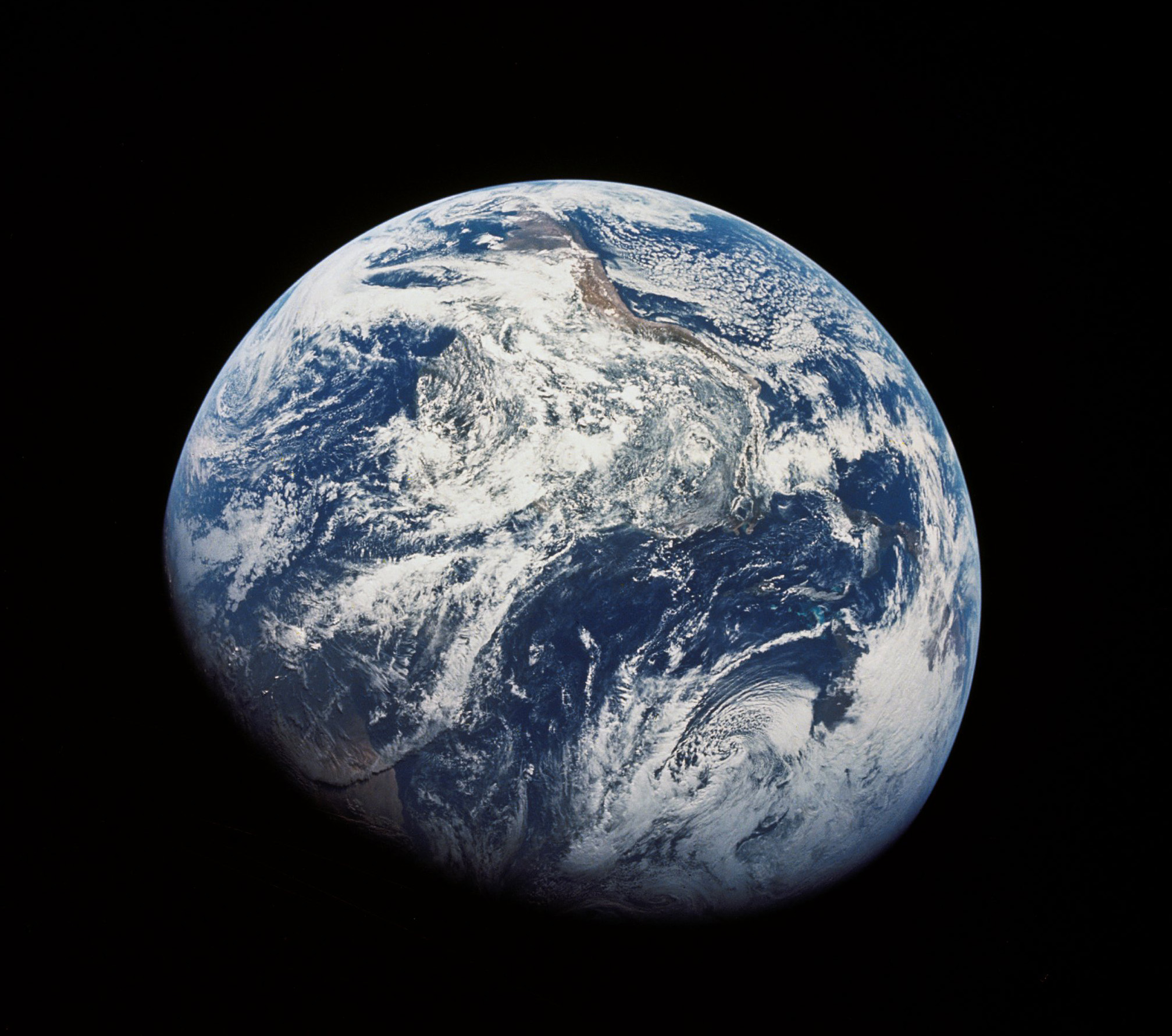
Фаза 3/4
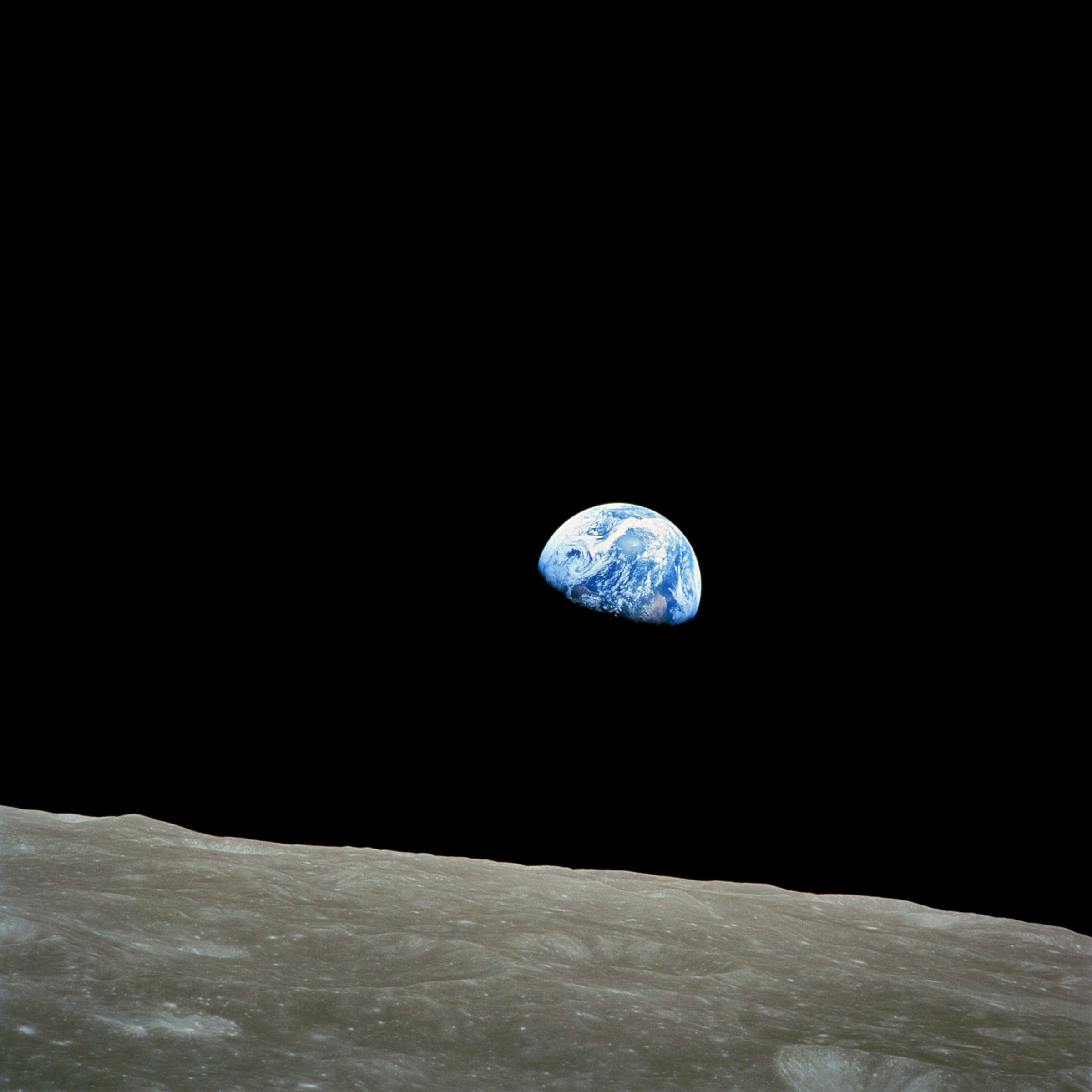
Половина диска освещена
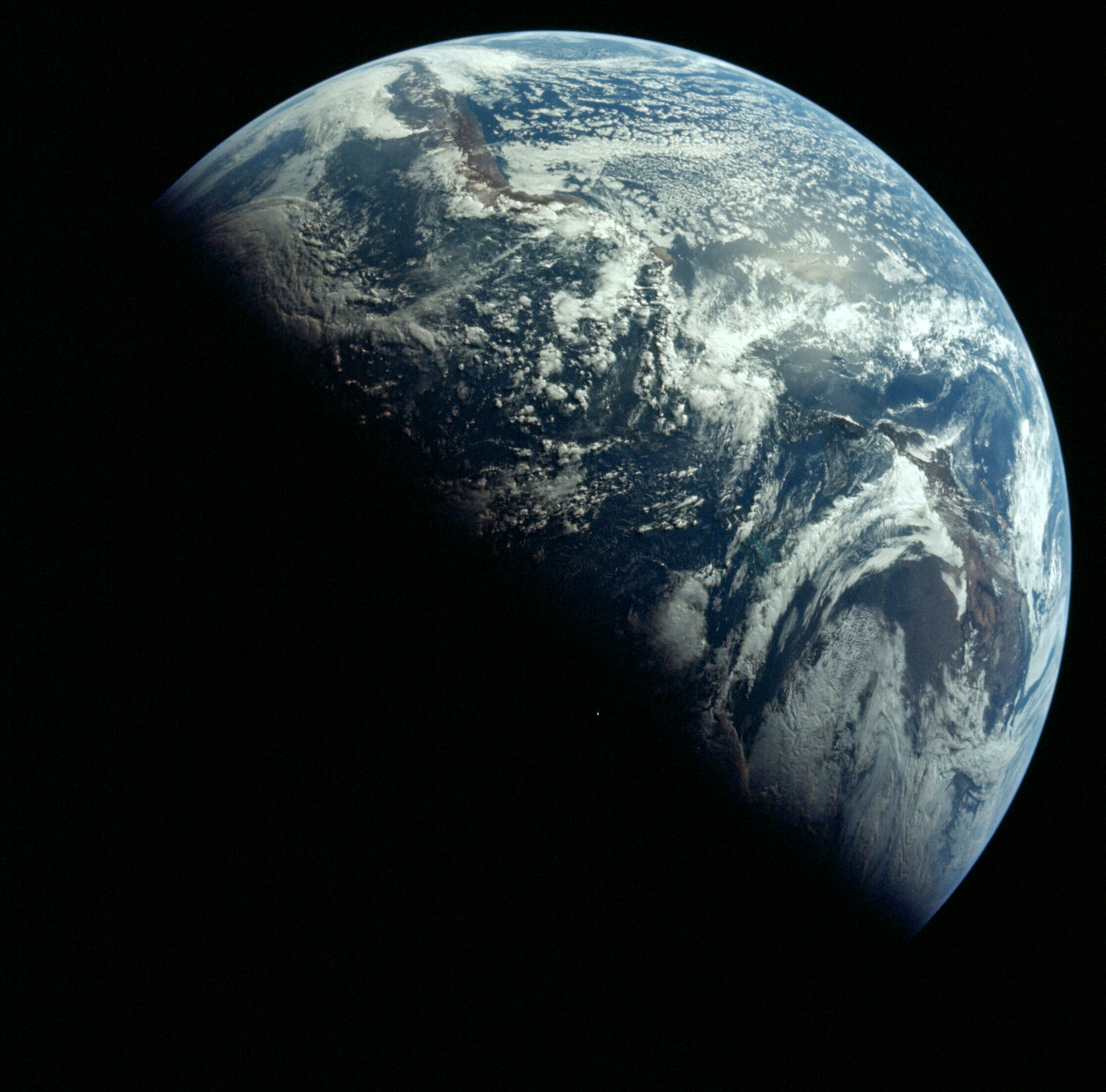
Половина диска освещена
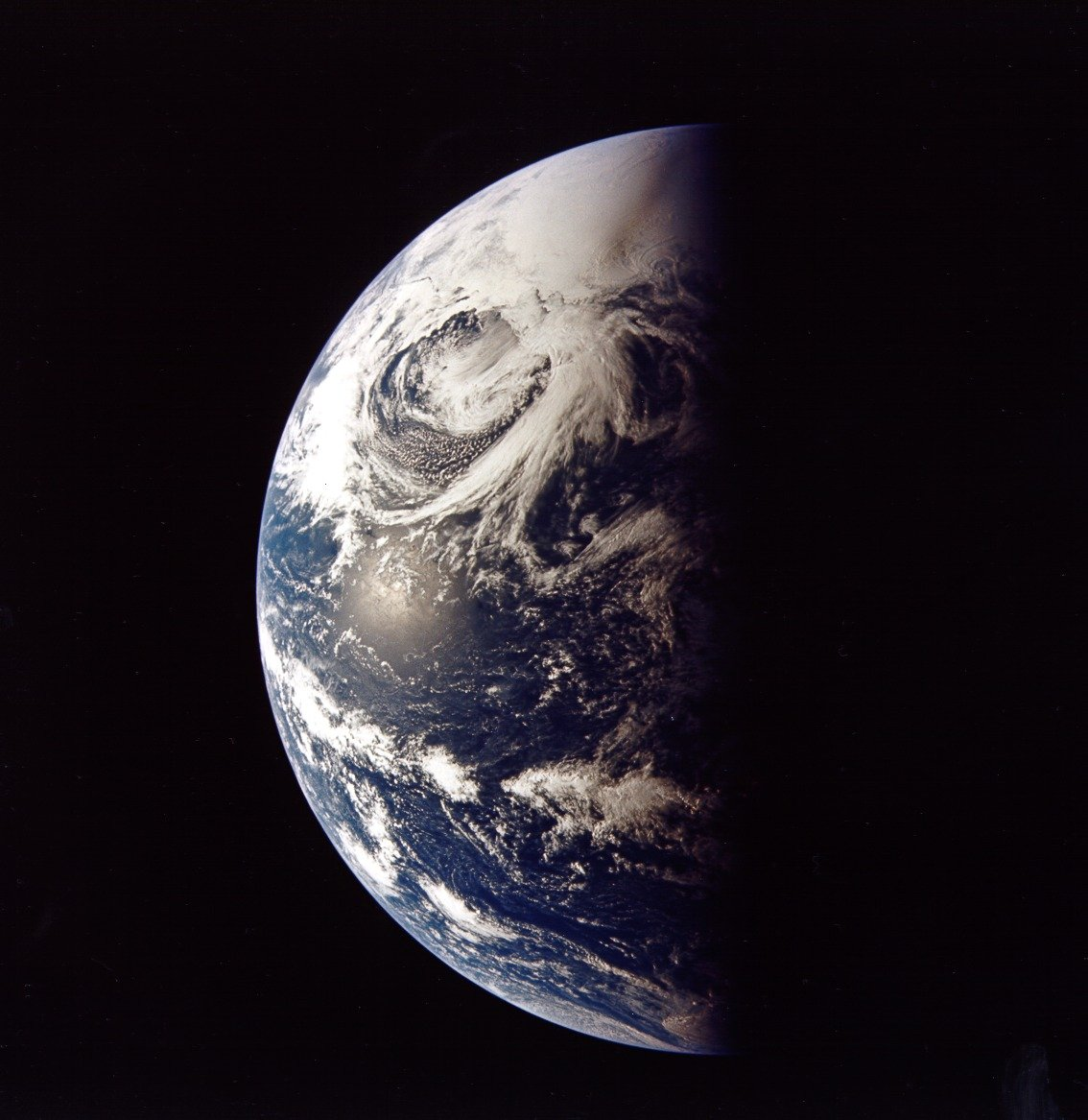
Половина диска освещена
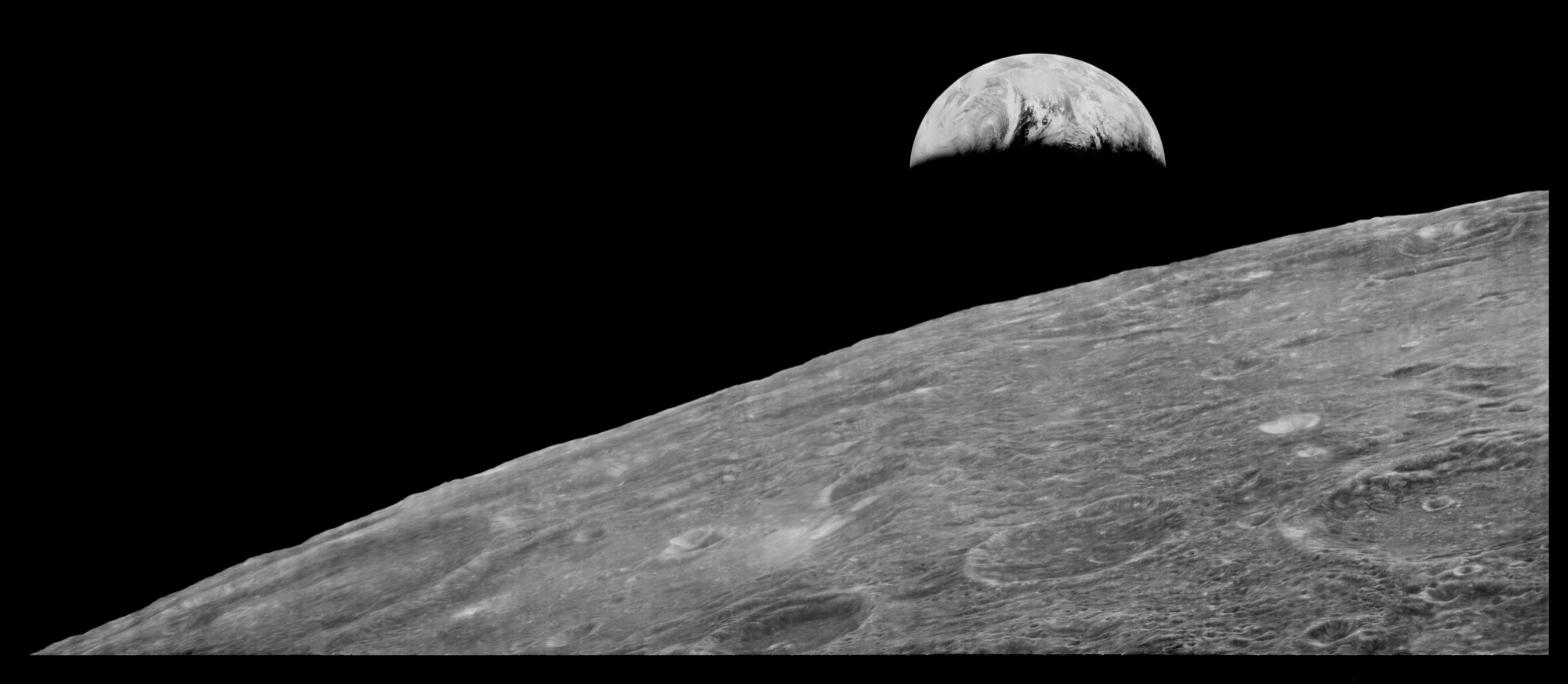
Растущая фаза
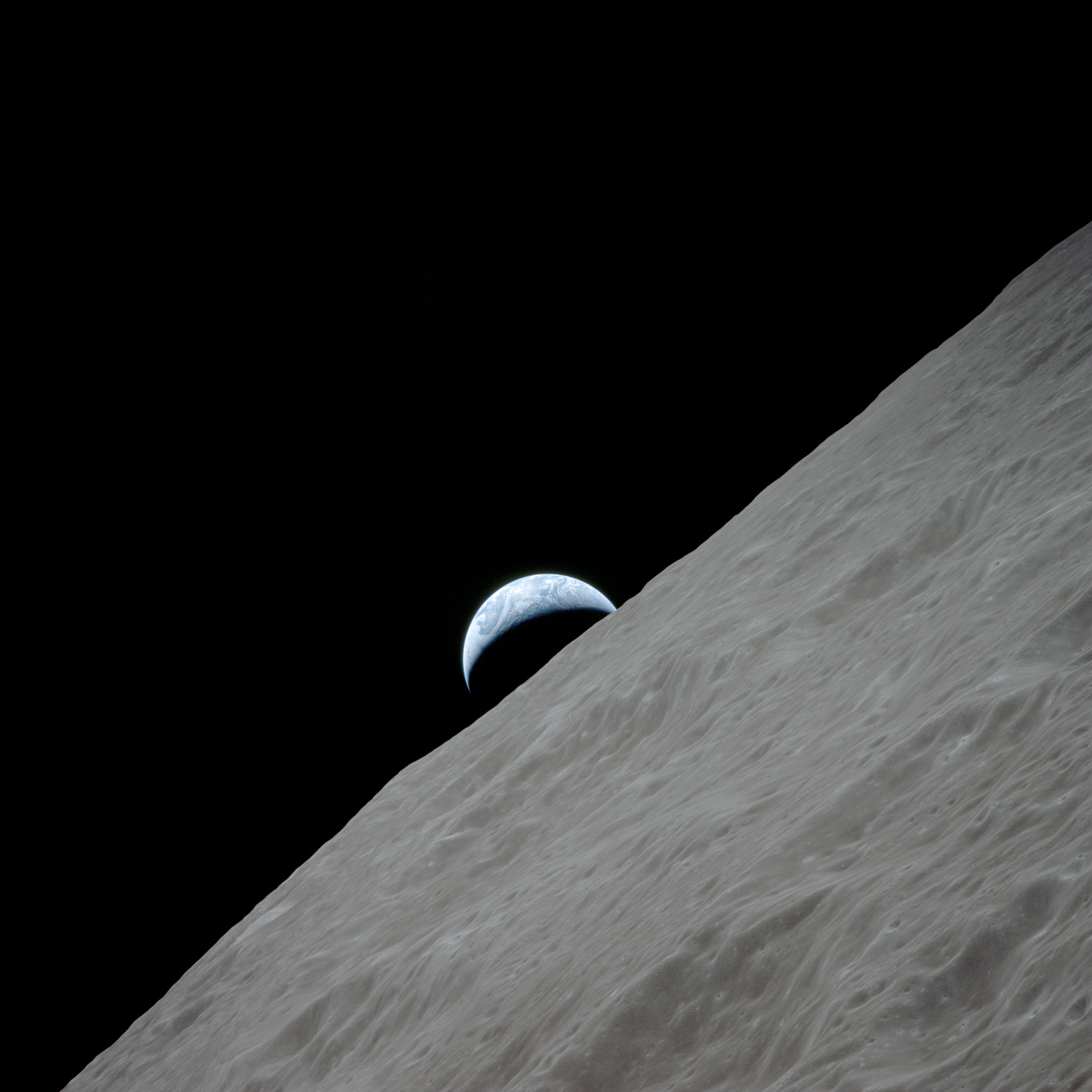
Растущая фаза
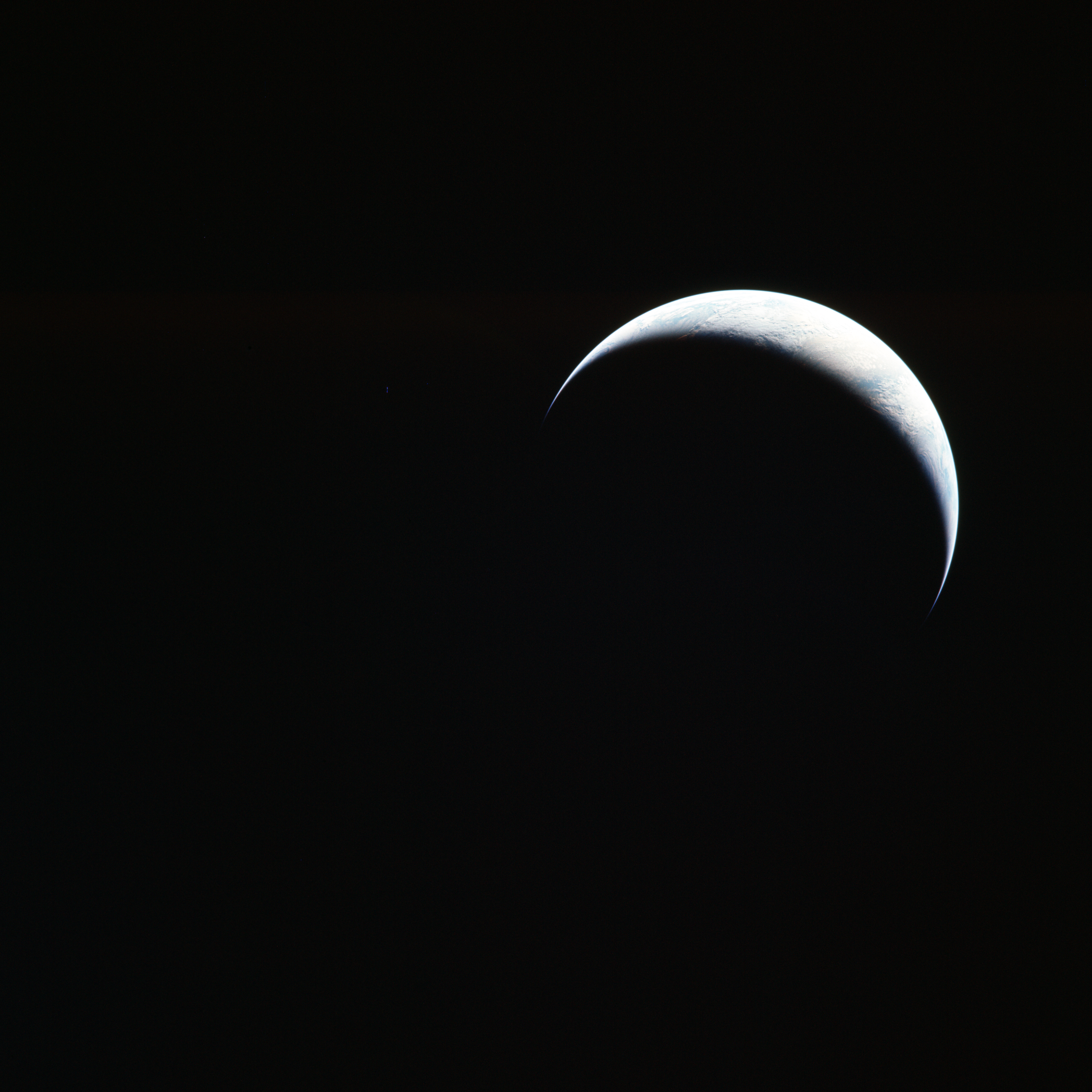
Растущая фаза